# José Antonio Pérez Tapias
José Antonio Pérez Tapias (Sevilla, 3 de juny de 1955) és un polític, autor i professor universitari espanyol. Va ser membre de la vuitena i novena legislatures del Congrés dels Diputats.

## Biografia
Nascut el 3 de juny de 1955 a Sevilla, ha residit la majoria de la seva vida a Granada. Es va llicenciar en Teologia el 1978, en Filosofia i Lletres el 1981 i es va doctorar en Filosofia per la Universitat de Granada (UGR); llegint El pensamiento humanista de Erich Fromm: Crítica y utopía desde Marx y Freud el 1990. És professor titular de Filosofia de l'UGR.
Es va afiliar al Partit Socialista Obrer Espanyol (PSOE) el 1993.
Va ser inclòs al número 5 de la llista del PSOE per Granada en les eleccions al Congrés del Diputats de 2004, on no va obtenir escó. Va esdevenir diputat de la vuitena legislatura el 2006, en substitució de Rafael Estrella Pedrola. Va renovar el seu escó a les eleccions de 2008, inclòs al número 4 de la llista del PSOE per Granada. Entre 2007 i 2011 va ser també membre de la delegació espanyola a l'Organització per a la Seguretat i la Cooperació a Europa (OSCE).
Va ser un dels membres (al costat de Manuel de la Rocha Rubí i Juan Antonio Barrio de Penagos) del Grup Parlamentari Socialista al Congrés que va decidir no participar en la votació de setembre de 2011 per a la reforma de la Constitució espanyola negociada entre el PSOE i el Partit Popular que va buscar incloure (amb èxit) el principi d'«estabilitat pressupostària» a l'article 135 del text.
Va ser elegit degà de la Facultat de Filosofia i Lletres de l'UGR el 16 d'octubre de 2013.
Membre prominent d'Izquierda Socialista, una facció esquerrana dins del PSOE, va disputar les primàries del PSOE del 2014. Va obtenir el suport d'un 15% del votants afiliats, últim després del guanyador Pedro Sánchez Pérez-Castejón (49%) i d'Eduardo Madina (36%).
El gener 2018 es va donar de baixa del PSOE.
Prolific escriptor a la premsa i revistes especialitzades, també és l'autor de diversos llibres que tracten conceptes polítics com a l'«educació democràtica», la «ciutadania intercultural» i la socialdemocràcia. Defensa la idea d'un «estat federal plurinacional» a Espanya.

## Obres
- José Antonio Pérez Tapias. Invitación al federalismo. España y las razones para un Estado plurinacional.  Madrid: Trotta, 2013.[10]
- José Antonio Pérez Tapias. La insoportable contradicción de una democracia cínica.  Granada: Ediciones Universidad de Granada, 2017.[11]